# Sialkot
Sialkot är en stad i den pakistanska provinsen Punjab. Den är huvudort för ett distrikt med samma namn, och folkmängden uppgick till cirka 650 000 invånare vid folkräkningen 2017.
Staden har ett bomullsväveri, pappers- och textilindustri samt vidsträckt handel. Ett mausoleum över Guru Nanak, sikhreligionens stiftare, besöks ofta av sikher. Staden var en gång huvudstad i Kushanriket. Sialkot erövrades av britterna från sikherna under andra sikhkriget 1849.